# Dragon Age: Inquisition
Dragon Age: Inquisition is een actierollenspel (ARPG) ontwikkeld door BioWare en uitgegeven door Electronic Arts. Het spel kwam in Europa op 21 november 2014 uit voor PlayStation 3, PlayStation 4, Windows, Xbox 360 en Xbox One. Dragon Age: Inquisition is het derde spel in de Dragon Age-serie en de opvolger van Dragon Age II uit 2011.

## Synopsis
Het land Thedas is in rep en roer na een rampzalige gebeurtenis. Het land was ooit vredig, maar nu teisteren draken de hemel. De magiërs en tempeliers raken in een strijd met elkaar. De speler, 'de Inquisitor', hoofd van de Inquisitie moet orde op zaken te stellen en het lot van Thedas bepalen.

## Gameplay
Dragon Age: Inquisition is net als haar voorgangers een actierollenspel. De speler kiest aan het begin van het spel het gender en ras (keuze bestaat uit mens, dwerg, elf of qunari) , en vervolgens een type klasse, (keuze bestaat uit krijger(tweehandig wapen of eenhandig wapen en schild) , magiër of "rogue" (keuze uit twee dolken of pijl en boog) gesplitst kunnen worden. Tijdens het spel maakt de speler keuzes die de spelwereld beïnvloeden.
Door het veroveren van vestingen en forten krijgt de speler meer invloed in delen van de spelwereld. De speler moet met zijn party een aanval tactisch voorbereiden en uitvoeren om succesvol te zijn. Gevechten kunnen op twee manieren plaats vinden; actiegewijs, door elk personage tijdens het gevecht beurtelings te besturen, of stapsgewijs, waarbij het spel wordt gepauzeerd en de speler zijn party positioneert.
Het spel bevat ook een multiplayergedeelte. Hierbij speelt men coöperatief samen als vertegenwoordiger van de inquisitie. Het speltype kan met drie andere spelers of solo worden gespeeld.

## Personages
Personages die in het spel aanwezig zijn:
Terugkerend
- Cullen
- Leliana
- Cassandra Pentaghast
- Varric Tethras

Nieuw
- Solas
- Blackwall
- Sera
- Iron Bull
- Vivienne
- Dorian
- Cole

DLC
- Amund the Sky Watcher
- Zither the Virtuoso
- Isabela
- Renn
- Valta

## Ontvangst
| Recensiescore       | Recensiescore                      |
| Recensieverzamelaar | Score                              |
| ------------------- | ---------------------------------- |
| Metacritic          | PS4: 89/100 Win: 85/100 X1: 85/100 |
| Publicist           | Score                              |
| Eurogamer           | 8/10 (Win)                         |
| Gamer.nl            | 9,5/10 (Win)                       |
| GameSpot            | 9/10 (PS4/X1)                      |
| Giant Bomb          | 4/5 (Win)                          |
| InsideGamer         | 9+/10 (Win)                        |
| Power Unlimited     | 90/100 (X1)                        |
| Tweakers            | 5/5 (Win/X1)                       |
| XGN                 | 9,5/10 (Win)                       |

Dragon Age: Inquisition werd over het algemeen zeer positief beoordeeld door recensenten. Zo heeft het spel op de recensieverzamelsite Metacritic gemiddeld een 8,5 voor de Windows en Xbox One-versies en een 8,9 voor de PlayStation 4-editie. Het spel won eind 2014 de titel "Spel van het Jaar" tijdens The Game Awards.

## Downloadbare inhoud
Er zijn drie pakketten met downloadbare inhoud (DLC) verschenen.
| Datum            | Titel               | Inhoud                                                         |
| ---------------- | ------------------- | -------------------------------------------------------------- |
| 23 maart 2015    | Jaws of Hakkon      | Nieuwe wapens en vijanden, regio Frostback Basin               |
| 1 mei 2015       | Dragonslayer        | Nieuw multiplayerlevel Ferelden Castle, drie nieuwe personages |
| 9 juni 2015      | Spoils of the Avvar | Nieuwe wapenuitrusting en mogelijkheden voor aanpassingen      |
| 11 augustus 2015 | The Descent         | Nieuwe missie en personages                                    |
| 29 augustus 2015 | Trespasser          | Nieuwe missie en uitrusting                                    |